# Doetinchem (gemeente)
Doetinchem is een gemeente in de Achterhoek en de Liemers, in de Nederlandse provincie Gelderland. De gemeente is genoemd naar de hoofdplaats Doetinchem, telt 59.623 inwoners (22 november 2024, bron: CBS) en heeft een oppervlakte van 79,07 km² (waarvan 0,57 km² water). Daarmee is Doetinchem de dichtstbevolkte gemeente van de Achterhoek en wat inwonertal betreft de zesde gemeente van Gelderland. De bevolking is voor ruim veertig procent van protestantse signatuur en voor een vrijwel gelijk deel van rooms-katholieke afkomst. Voor de rest bestaat de gemeente onder andere uit onkerkelijken en een klein percentage moslims.
De gemeente Doetinchem ontstond op 1 januari 1920. Voor die tijd waren er twee gemeenten met de naam Doetinchem: Stad Doetinchem werd gevormd door de stad, terwijl Ambt Doetinchem bestond uit de omliggende landelijke gebieden. Op 1 januari 2005 is de gemeente Wehl aan de gemeente Doetinchem toegevoegd. Ook werd het Zelhemse Broek bij de gemeente gevoegd.

## Monumenten
Zie:
- Lijst van rijksmonumenten in Doetinchem
- Lijst van gemeentelijke monumenten in Doetinchem
- Lijst van oorlogsmonumenten in Doetinchem

## Kernen en wijken

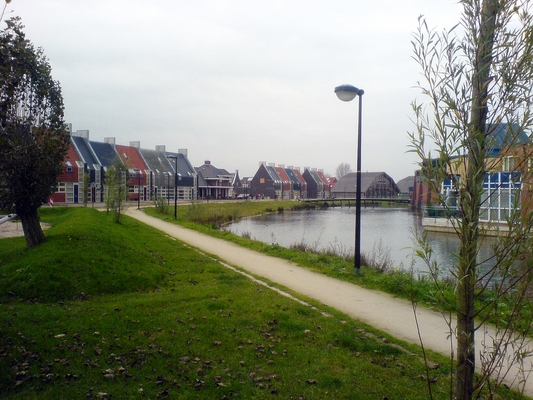
De nieuwbouwwijk Dichteren.

Behalve de stad Doetinchem bestaat de gemeente uit de volgende kernen en wijken:
Dorpen
- Gaanderen
- Wehl
- Nieuw-Wehl
- Wijnbergen

Buurtschappen
- Dichteren
- IJzevoorde
- Langerak
- Het Broek (Zelhemse Broek)
- Wehlse Broek

Wijken
- Stadscentrum
- Overstegen
- Schöneveld & Muziekbuurt
- Oosseld
- De Huet
- Dichteren
- Wijnbergen (woonwijk)
- Noord & Bezelhorst
- De IJkenberg
- Hamburgerbroek
- Lookwartier
- De IJsseltuinen
- De Pas
- De Hoop

## Recreatie

### Sportaccommodaties
De gemeente Doetinchem beschikt over elf sportaccommodaties. In de stad Doetinchem bevindt zich Sportcentrum Rozengaarde dat onder meer beschikt over zwembaden en glijbanen. Een bijzondere accommodatie is De Vijverberg, het stadion van BV De Graafschap met 12.600 zitplaatsen. Sportpark Zuid is een groot terrein in het zuidelijk deel van de stad, met uitgebreide sportvoorzieningen en de thuisbasis van diverse sportverenigingen.
Sportpark de Bezelhorst is ook een grote accommodatie. Hier zijn voetbalvelden, een atletiekbaan, tennisbanen en voetbalvelden voor de Graafschap.

### Sportverenigingen
In de gemeente Doetinchem zijn ongeveer 130 sportverenigingen actief. De gebruikelijke sporten zijn allemaal vertegenwoordigd. Enkele bijzondere verenigingen zijn volleybalvereniging Orion (die in de eredivisie van het landelijk volleybal opereert) en basketbalvereniging Becege.

## Natuur
In de gemeente liggen verschillende natuurgebieden. In het westen liggen de Kruisbergse bossen. In het oosten het bosgebied, met het gelijknamige kasteel de Slangenburg. Verder zijn er ook veel parken in de stad zelf, waar park Overstegen de grootste van is. Ten zuidwesten van de gemeente ligt het natuurgebied Montferland.

## Politiek en bestuur

### Gemeenteraad
De gemeenteraad van Doetinchem bestaat uit 31 zetels. Hieronder de behaalde zetels per partij bij de gemeenteraadsverkiezingen sinds 2006:
| CDA                         | 8  | 7  | 7  | 7  | 5  |
| PvdA                        | 9  | 9  | 5  | 4  | 4  |
| VVD                         | 6  | 5  | 4  | 4  | 4  |
| SP                          |    | 3  | 5  | 4  | 3  |
| D66                         | 2  | 2  | 3  | 4  | 3  |
| Gemeentebelangen Doetinchem |    |    | 2  | 2  | 3  |
| Partij voor Lokaal Maatwerk |    |    | 2  | 1  | 3  |
| GroenLinks                  | 5  | 4  | 2  | 3  | 2  |
| Lokaal Belang Doetinchem    |    |    |    | 1  | 2  |
| ChristenUnie-SGP            | 1  | 1  | 1  | 1  | 1  |
| Forum voor Democratie       |    |    |    |    | 1  |
| Totaal                      | 31 | 31 | 31 | 31 | 31 |

### College van B&W
Het college van burgemeester en wethouders bestaat uit:
- Burgemeester mr. M. (Mark) Boumans MBA MPM (VVD)
- Wethouder I.M. (Ingrid) Lambregts (CDA)
- Wethouder R.G.M. (Robbert) Hummelink (VVD)
- Wethouder  R.L. (Rosa) Giesen-Hulst (GBD - GemeenteBelangen Doetinchem)
- Wethouder drs. E.J. (Jorik) Huizinga MBA (D66)
- Wethouder H.G. (Henk) Bulten (ChristenUnie-SGP)
- Wethouder L.T.M. (Rens) Steintjes (CDA)

## Stedenbanden
- La Libertad (Nicaragua), sinds 1990
- Pardubice (Tsjechië), sinds 1992
- Raesfeld (Duitsland), sinds 2005

### La Libertad
Doetinchem heeft een stedenband met La Libertad in Nicaragua. Om de band die Doetinchem met La Libertad en Nicaragua onderhoudt vorm te geven, is in 1990 stichting Doetinchem en OntwikkelingsSamenwerking (DOS) opgericht. Na een aantal jaren heeft zij ervoor gekozen zich te concentreren op La Libertad. DOS wil graag meewerken aan het opzetten van projecten die kunnen bijdragen aan de verbetering van de leefomstandigheden in La Libertad. Daarnaast wil ze inwoners van Doetinchem zo veel mogelijk betrekken bij het leven in La Libertad en de problemen die zich daar voordoen.

### Pardubice
Doetinchem heeft ook een stedenband met Pardubice in Tsjechië. Door de stedenband streven beide steden naar het vergroten van de belangstelling voor elkaars leven en de cultuur. Daarnaast wordt geprobeerd op lokale schaal een bijdrage te leveren aan een betere verstandhouding tussen Oost- en West-Europese landen.
Sinds het ontstaan van de stedenband in 1992 zijn tal van activiteiten ontplooid op het gebied van economie en handel, onderwijs, gezondheidszorg, cultuur en welzijn, sport en recreatie en overheidszorg. Regelmatig vinden uitwisselingen plaats tussen scholen, sportverenigingen, politie, muziek- en dansverenigingen. Sinds 1996 is de stichting Doetinchemse Vrienden van Tsjechië het aanspreekpunt voor vragen en contacten met Pardubice.

### Raesfeld
De stedenband met Raesfeld is een voortzetting van de Wehlse stedenband met Raesfeld. De voortzetting kwam tot stand door de samenvoeging van de gemeenten Wehl en Doetinchem in 2005.

## Aangrenzende gemeenten
| Aangrenzende gemeenten | Aangrenzende gemeenten | Aangrenzende gemeenten | Aangrenzende gemeenten | Aangrenzende gemeenten |
| ---------------------- | ---------------------- | ---------------------- | ---------------------- | ---------------------- |
|                        |                        | Bronckhorst            |                        |                        |
|                        |                        |                        |                        |                        |
| Zevenaar               |                        |                        |                        |                        |
|                        |                        |                        |                        |                        |
| Montferland            |                        |                        |                        | Oude IJsselstreek      |